# تيوكونازول
تيوكونازول Tioconazole يَنتَمي التِّيوكونازول Tioconazole إلى مضادات الفطريات من مَجموعَةِ الأزولات Azoles. يستخدم لعلاج الالتهابات التي تسببها الفطريات أو الخمائر. يتم تسويقها تحت أسماء تجارية Trosyd وGYNO-Trosyd (فايزر). مراهم تيوكونزول تفيد لعلاج المهبل من عدوى الخميرة عند النساء.
يُعطى الدواء للبالِغات عن طَريق المهبل كجرعة مُفردَة قبلَ النوم، ولكن يمكن أن تمتدَّ المعالجةُ سبعةَ أيَّام.

## آلية عمل الدواء
تُقتَل الفُطرِيَّاتُ عن طريق تَداخُل مَجموعَةِ الآزول، مثل التِّيوكونازول، مع أغشيةِ الخلايا الخاصَّة بها، ممَّا يتسبَّب في ظهور ثُقوب في الغشاء الخلوي الفُطري، فتَتَسرَّب محتوياتُ الخلايا الفطريَّة، وتَموتُ الفُطرِيَّات. وتعدُّ أغشيةُ الخَلايا في الفُطرِيَّات ضَروريَّةً لبَقائها. وبذلك تُقتَل الفُطرِيَّاتُ وتُعالَج العدوى.

## التخليق

تخليق التيوكونازول:

مضاد فطري من مشتقات الإميدازول .

## الاستعال الطبي
يُستَعمَل هذا الدواء للوقاية أو مُعالجة أنواع مختلفة من العدوى الفطريَّة أو بالفطريات. يستخدم التيوكونزول لعلاج الالتهابات الفطرية في أظافر اليدين أو أظافر أصابع الأقدام. ويمكن لعدوى الأظافر الفطرية غالبا ما تمتد من عدوى جلدية فطرية. يسبب عدوى الأظافر) لتصبح سميكة ومشوه، ويمكن أن تصبح مؤلمة.

## موانع استعمال الدواء
1. إذا كان لدى المريضَة تَحَسُّسٌ تجاه التِّيوكونازول أو أيِّ مُكَوِّن آخر من هذا الدَّواء.
2. يجب إِطلاعُ مُقدِّم الرِّعاية الصحِّية إذا كان لدى المريضَة تَحَسُّسٌ لأيِّ دَواءٍ آخر.
3. يجب الإبلاغُ عن التَّحسُّس الذي أصاب المريضة والكيفيَّة التي أثَّر بها فيها. ويتضمَّن ذلك الكشفَ عن وجود طفح أو بثور أو حكة جلديَّة أو ضيق في التنفُّس أو صَفير عندَ الشَّهيق أو سُعال أو تَورُّم الوجه أو الشَّفتين أو اللِّسان أو الحَلق، أو أيَّة أعراض أخرى مُصاحبَة لاِستِعمال الدَّواء.

## الطريقة المثلى لاستعمال الدواء
1. يجب اتِّباعُ تَعليمات وإرشادات مُقدِّم الرِّعاية الصحِّية أو قراءة النَّشرة الداخليَّة.
2. لا يَجري تَناولُ هذا الدواء عن طريق الفم، لأنَّه يُستعمَل للجلد فقط. لذلك، يجب الحرصُ على أن يكونَ بعيداً عن الفم والأنف والعينين، فقد يسبِّب حروقاً فيها.
3. يجب غَسلُ اليدين قبلَ الاستعمال وبعدَه.
4. يجري استِعمالُ المرهم للمَهبِل.

## التداخلات الغذائية
1. لا يَجري تَناولُ هذا الدَّواء عن طريق الفَم، لأنَّه يُستعمَل للجلد فقط. لذلك، يجب الحرصُ على أن يكونَ بعيداً عن الفم والأنف والعينين، فقد يسبِّب حروقاً فيها.
2. يجري استِعمالُ المرهم للمَهبِل.

## تداخلات دوائية
لا تُوجَد تَفاعلاتٌ مَعروفَة مع هذا الدَّواء.

## إذا تأخرت عن موعد إحدى الجرعات
- يجب استِعمالُ الجرعة المنسيَّة في أسرع وقتٍ ممكن.
- إذا حانَ الوقتُ للجرعة التالية، فلا يجوزُ تناولُ الجرعة المنسيَّة، بل تُتبَّع مَواعيدُ الجدول المنتظم المعتاد.
- يجب تَجنُّبُ تناول جرعةٍ مزدوجة أو جرعات زائدة.

## الاحتياطات
- يجب تجنُّبُ هذا الدَّواء إذا كانت المَريضةُ تُعانِي من أَلَم في البطن، أو حُمَّى، أو مُفرَزات ذات رائحة كريهة، يجب استِشارةُ مُقدِّم الرِّعاية الصحِّية.
- يجب مُراجَعةُ الأَدويَة الأخرى مع مقدِّم الرِّعاية الصحِّية، لأنَّ هذا الدَّواءَ قد لا يمتزج جيِّداً مع غيره من الأَدويَة.
- يجب إخبارُ مقدِّم الرِّعاية الصحِّية إذا كانت المَريضَةُ حامِلاً أو تخطِّط للحَمل.
- يجب إخبارُ مقدِّم الرعاية الصحِّية إذا كانت المرأةُ ترضع رضاعةً طبيعيَّة من الثَّدي.

## التأثيرات الجانبية
أَلَم في البطن.

## المراقبة
- التغيُّر الذي يَطرأ على الحالة الخاضعة للعلاج: هل حدث تَحسُّن؟ هل ساءت الحالةُ أم لم يَطرأ عليها أيُّ تَغيُّر؟
- عدد مرَّات العَدوى بالفُطرِيَّات؛ فإذا كانت تحدث كثيراً، يجب اِستِشارةُ مُقدِّم الرِّعاية الصحِّية.
- الأسباب التي تدعو لاستدعاء مقدم الرعاية الصحية (الطبيب) على الفور:
  - عندَ الشكِّ في استِعمال جرعةٍ زائدة، يجب الاتِّصالُ بمركز معلومات الأَدويَة والسُّموم المَحلِّي أو الطَّبيب على الفَور.
  - ظُهور عَلامات حُدوث ردَّة فعل خَطيرة على الحياة، ويتضمَّن ذلك الصَّفيرَ خلال التنفُّس والإحساس بضيق في الصَّدر، الحمَّى، الحكَّة، سُعال شَديد، ازرقاق في لون الجلد، نوبات صرعيَّة، أو تورُّم في الوجه أو الشَّفتين أو اللِّسان أو الحلق.
  - الطَّفَح.
  - عَدَم حُدوث تَحسُّن في الحالةِ المرضيَّة أو الشُّعور بأنَّها تَسوء.

## التخزين
يُحفَظ الدَّواءُ في دَرجَة حَرارة الغُرفَة.

## إرشادات عامة
- إذا كان المريضُ يُعانِي من تَحسُّس يمثِّل خطراً على حياة المَريض، فيجب أن يرتدي سواراً أو يحمل بطاقةً تدلُّ على هذا التَّحسُّس طَوالَ الوقت.
- لا يَجوزُ للمَريض مُشارَكةُ الدَّواء مع الآخرين، ولا يجوز تناولُ دواء شخص آخر.
- يجب إِبعادُ الدَّواء عن مُتَناول الأَطفال.
- يجب أن يحتفظَ المريضُ بقائِمَة أدويته (وصفة طبِّية للدَّواء، المُنتَجات الطبيعيَّة، المكمِّلات الغذائيَّة، الفيتامينات والأَدويَة التي تُصرَف من دون وصفة طبِّية)، وإعطاء هذه القائِمَة لمقدِّم الرِّعاية الصحِّية (الطَّبيب، الممرِّضة، الممرِّضة الممارسة، الصَّيدلانِي، مُساعِد الطَّبيب).
- يجب التَّحدُّثُ مع مُقدِّم الرِّعاية الصحِّية قبلَ البدء في تَناوُل أيِّ دَواء جَديد، بما في ذلك الأَدويَةُ التي تُصرَف من دون وصفةٍ طبِّية والمُنتَجات الطبيعيَّة أو الفيتامينات.

## انظر أيضا

Orconazole: